# Khraniteli
Pour plus de détails, voir Fiche technique et Distribution.
Khraniteli (russe : Хранители: , lit. "Gardiens [de l'Anneau]") est une mini-série télévisée soviétique basée sur La Communauté de l'Anneau de J. R. R. Tolkien. Elle a été diffusée une fois en 1991 par la télévision de Leningrad, puis considérée comme perdue avant d'être redécouverte en 2021. Elle inclut des scènes de Tom Bombadil et Baie d'Or qui ont été omises dans le film de 1978 et dans la trilogie cinématographique du Seigneur des anneaux de Peter Jackson,.

## Contexte
Le roman fantastique Le Seigneur des Anneaux de J. R. R. Tolkien a été publié en trois volumes en 1954 et 1955. L'auteur est dubitatif sur la possibilité d'adapter son œuvre en scénario de film, mais lui et ses éditeurs, Allen et Unwin, sont ouverts à des propositions de films, à condition d'avoir un droit de veto sur les décisions créatives ou d'y renoncer pour une somme d'argent suffisamment importante. Les premières tentatives sont principalement des animations ; la première est la version animée de Ralph Bakshi de La Communauté de l'Anneau en 1978 avec quelques parties venant des Deux Tours. Les droits du film sont ensuite passés entre différentes mains, et le tournage, que ce soit en animation ou en prises de vues réelles, est envisagé par de nombreux réalisateurs,,.

## Film

### Histoire
L'adaptation téléfilm de La Communauté de l'Anneau, Khraniteli ("Protecteurs" ou "Gardiens" de l'Anneau) est réalisée avec un petit budget sur bande vidéo par Leningrad Television et diffusée une fois dans les derniers jours de l'Union soviétique en 1991. Le film est ensuité perdu, mais redécouvert en 2021 et republié sur YouTube par le successeur de Leningrad Television, Canal 5,,. Le film suscite l'intérêt des passionnés en raison de son inclusion de personnages tels que Tom Bombadil, Baie d'Or, et l'Être des Galgals, qui apparaît dans une déviation faite par les protagonistes de Hobbit de l'histoire à travers la Vieille Forêt, et omis de la version ultérieure de Peter Jackson du Seigneur des Anneaux parce qu'ils n'aident pas à avancer l'intrigue,. La musique du téléfilm est composée par Andrei "Dyusha" Romanov du groupe de rock russe Akvarium,. Le scénario du téléfilm utilise comme source la traduction russe de 1982 du livre de Tolkien par Vladimir Muravyov et Andrey Kistyakovsky. L'acteur Sergey Shelgunov, qui joue Merry Brandebouc, se rappelle que le tournage a duré environ neuf heures, et s'est déroulé en moins d'une semaine.

### Synopsis
La première partie commence avec la fête d'anniversaire du Hobbit Bilbon Sacquet, avec un feu d'artifice. Bilbon met l'Anneau et disparaît, provoquant la consternation des Hobbits autour de lui. Frodon Sacquet hérite de l'anneau après le départ de Bilbon. Les Spectres de l'anneau vêtus de noir apparaissent, sur des chevaux noirs, dans un flashback, suivi de l'histoire de Sméagol et de la façon dont il assassine son ami Déagol et se transforme en monstre, Gollum. Le sorcier Gandalf rencontre Gollum et l'interroge. Frodon et ses trois compagnons hobbits se mettent en route, traversant la Comté jusqu'à Creux-de-Crique dans le Pays de Bouc. Ils entrent dans la Vieille Forêt, où le maléfique Vieil Homme-Saule piège un hobbit. Il est sauvé par Tom Bombadil, qui emmène les hobbits chez lui, où sa femme Baie d'Or les reçoit à sa table. Ils repartent, mais sont à nouveau piégés, cette fois par l'Être des Galgals.
Dans la partie 2, l'esprit des Tertres étend les Hobbits inconscients dans son tertre comme pour des funérailles. Frodon se réveille et invoque Tom Bombadil, qui libère les Hobbits. Ils traversent un paysage boisé dans la neige jusqu'à Brie et entrent dans l'auberge du Poney Fringant. Ils mangent et boivent ; Frodon et une femme dansent et chantent. Frodon met l'Anneau et disparaît, choquant l'assistance. Frodon rencontre Aragorn ; les Hobbits l'accompagnent dans une chambre, où il révèle son identité. Ils acceptent de voyager avec lui. Ils se rendent au Mont Venteux, où ils combattent les Spectres de l'Anneau. Frodon est blessé et tombe inconscient. Ils chevauchent jusqu'à Fondcombe, où Frodon se réveille. Le seigneur elfe Elrond convoque un conseil ; Boromir exige dans un premier temps qu'ils utilisent l'Anneau contre l'ennemi, puis ils acceptent plutôt de former une Communauté pour l'emmener au Mordor et le détruire là où il a été fabriqué, dans les feux du Mont Destin. Dans un flashback, Gandalf rencontre le sorcier blanc Saroumane et voit qu'il est passé au mal, avec sa propre armée d'orques ; Saroumane emprisonne Gandalf dans sa tour, Orthanc, mais Gandalf est sauvé par un aigle. De retour à Fondcombe, le nain Gimli et l'elfe Legolas rejoignent la fête. La Communauté se rend dans le royaume souterrain de la Moria où elle combat des monstres et des orcs. Ils traversent le pont étroit au-dessus d'un gouffre et réalisent que Gandalf a été tué par le Balrog. Ils arrivent en Lothlórien où les Elfes dansent dans une forêt dorée ; les Hobbits dorment. Ils rencontrent la dame elfe Galadriel ; Frodon lui offre l'Anneau, qu'elle refuse ; l'œil du Seigneur des Ténèbres Sauron est vu à la recherche de l'Anneau. Boromir tente de récupérer l'Anneau auprès de Frodon ; Frodon et Sam partent seuls pour le Mordor.

## Réception
Si les réactions à la sortie initiale ont été oubliées, la redécouverte du film suscitent des réactions dans les médias occidentaux. Les méthodes de production du film sont décrites comme d'une autre époque, avec des décors basiques et des effets d'écran vert « ridicules ». Les commentateurs occidentaux saluent sa réapparition avec des commentaires sur sa production « glorieusement rudimentaire ». NME cite un utilisateur russe qui écrit : « C'est aussi absurde et monstrueux que divin et magnifique. La chanson d'ouverture est particulièrement belle. Merci à celui qui a trouvé cette rareté. ». Newsweek cite un autre utilisateur qui écrit : « En écoutant la chanson d'ouverture mélancolique, j'ai failli mourir de rire et de plaisir. ». The Metro remarque que les effets simples du téléfilm lui donnent une impression plus proche d'une « production théâtrale que d'un film, ce qui ajoute au charme ». Le New York Post cite un téléspectateur américain « mélancolique » qui souhaitait qu'un « héros » russe crée des sous-titres en anglais. La chaîne de télévision russe REN indique que l'elfe Legolas est joué par une femme, Olga Serebryakova, fille du réalisateur du film. Le Chicago Tribune présente le narrateur (Andrei « Dyusha » Romanov) comme « un homme barbu portant des lunettes surdimensionnées qui flairent bon 1991 », tandis que l'effet magique de flou artistique semble être une tache de gel pour cheveux sur l'objectif de l'appareil photo. Entertainment Weekly décrit la scène de Bombadil comme évoquant « un sentiment de surréalisme de conte de fées ».
La BBC note que quelques jours après sa réapparition, le premier épisode a été regardé plus d'un demi-million de fois et décrit le film comme une « réinvention soviétique étrangement psychédélique », très différente de l'épopée ultérieure de Jackson. Elle indique que les costumes semblent avoir été empruntés à des productions théâtrales de Shakespeare ou de Lope de Vega, de sorte que le magicien Gandalf ressemble à un chevalier errant, et le seigneur elfe Elrond est habillé comme Othello.

## Fiche technique
- Titre : Хранители
- Réalisation : Natalya Serebryakova
- Scénario et dialogues : Natalya Serebryakova d'après la traduction russe de La Communauté de l'Anneau et Les Deux Tours de J. R. R. Tolkien
- Photographie : Anatoliy Korinetskiy
- Rédaction musicale : 	Andrei Romanov
- Son : Vanentina Efimova
- Production : Leningrad Television
- Pays de production :  Union soviétique
- Langue originale : russe
- Durée : 115 minutes en 2 épisodes (50 minutes et 64 minutes)
- Date de diffusion : 
  - Union soviétique : 1991

## Distribution
Le casting comprend,:
- Aragorn/Grand-pas: Andrey Tenetko
- Prosper Poiredebeurré ("Lavr Narkiss"): Nikolay Burov (ru)
- Bilbon Sacquet: Georgy Shtil (en)
- Boromir: Evgeny Solyakov
- Elrond: Andrei Tolshin
- Frodon Sacquet: Valery Dyachenko
- Galadriel: Elena Solovey
- Baie d'Or ("Zolotinka"[note 1]): Regina Lialeikite (ru)
- Gollum: Viktor Smirnov
- Gandalf: Victor Kostetskiy
- Legolas: Olga Serebryakova
- Lobelia Sacquet de Besace ("Lyubeliya Lyakoshel"): Lillian Malkina (en)
- Merry Brandebouc: Sergey Shelgunov
- Pippin Touque: Vadim Nikitin
- Sam Gamegie ("Sam Scrombie"): Vladimir Matveev
- Saroumane: Evgeny Baranov
- Tom Bombadil: Sergei Parshin (ru)
- Narrateur : Dyusha Romanov (ru)